# Feber
För andra betydelser, se Feber (olika betydelser).
Feber eller pyrexi är ett tillstånd då kroppstemperaturen, som i vanliga fall ligger mellan 36 °C och 37,8 °C, överstiger 38°C.
Kroppstemperatur mellan 37,5 °C och 37,9 °C kallas för subfebril, vilket innebär att den är förhöjd utan att den anses vara sjukligt hög.
Feber används ibland som synonym för förhöjd kroppstemperatur (hypertermi). Dock avser feber i strängare bemärkelse endast förhöjd kroppstemperatur i fall där termoregleringen är fungerande, det vill säga vid exempelvis infektioner och inflammationer. Feber reagerar på febernedsättande läkemedel, ger frossa, men svarar inte på nedkylning av kroppen, detta till skillnad från förhöjd kroppstemperatur vid värmeslag, giftstruma, bastubad, idrottande med flera tillstånd när termoregleringen sviktar eller inte lyckas hålla temperaturen på normal nivå.
Känsla av feber när man inte har det, kan vara ett tecken på värmevallning. Ett annat tillstånd är intermittent feber, feber som kommer och går, antingen under dygnet eller under loppet av tre dagar. Remittent feber är intermittent feber som kommer och går i regelbundna intervaller. Intermittent feber förekommer vid olika sjukdomar, däribland cancer.

## Allmänt
Vid infektioner och inflammatoriska sjukdomar skapar immunförsvaret cytokiner. Feber orsakas vanligen av olika typer av infektioner, exempelvis virusinfektioner. Som regel är orsaken till feber uppenbar eller känd. Feber utan känd eller uppenbar orsak (oklar feber) bör utredas av en läkare eftersom det kan bero på en allvarlig sjukdom; hos vuxna beror oklar feber ofta på autoimmuna sjukdomar, medan det hos barn oftast beror på en oupptäckt infektionssjukdom.
Cytokin IL-6 (som endogent frisätts under skapad systemisk inflammation på möss) verkar pyrogent, genom att binda till den membranbundna IL-6-receptorn a (IL-6Ra) på hjärnendotelceller varvid prostaglandinsyntes induceras i dessa celler och förmodligen sker detta i samverkan med andra perifert frisatta cytokiner.
Vid feber ökar hjärnan kroppstemperaturen för att till exempel försvara sig mot främmande bakterier eller virus eller för att immunförsvaret skall bli mer aktivt. När kroppstemperaturen stiger fryser och huttrar man (psykroestesi och frossa). Kroppen kan höja sin temperatur genom exempelvis ökad ämnesomsättning eller genom muskelarbete, därav huttrandet. När kroppen sedan har nått "önskad" temperatur slutar man att frysa. När febern går ner börjar den febrige istället att svettas eftersom kroppen då sänker temperaturen genom att göra sig av med värme. Andra symptom som brukar förknippas med feber är låg aptit, illamående och huvudvärk. 
Feber är i sig inget sjukdomstillstånd utan ett symptom och ett tecken på att immunförsvaret är aktiverat. Feber är, så länge den inte är extremt hög (över 41 °C), inte farlig eller skadlig och behöver vanligen inte behandlas. Vissa forskare hävdar till och med att man inte bör behandla feber just eftersom febern fyller en funktion i immunförsvaret. Det finns även forskare som hävdar att en rad vanliga symptom som normalt förknippas med feber, till exempel ont i kroppen, snarare orsakas av den bakomliggande infektionen. Anledningen till att också dessa symptom lindras när man tar febernedsättande medel skulle då vara att sådana medel vanligtvis även har smärtlindrande och/eller anti-inflammatorisk verkan.
Feber kan, i synnerhet hos barn, även orsakas av överhettning samt fysisk aktivitet — därför bör tempen tas först efter 30 minuters vila.

## Typer av feber
Feber och febersjukdomar kan yttra sig i olika mönster vad gäller temperaturvariationer under tid. Febertypen kan säga något om vad som orsakar den.
- Febris continua innebär att temperaturvariationen under feberns pågående är mer eller mindre obefintlig,[12] och skillnaden understiger 1 °C mellan morgon och kväll.[13]
- Febris remittens eller febris recurrens, återfallsfeber,[12] yttrar sig i temperaturskillnader mellan 1 och 2 °C mellan morgon och kväll. Denna febervariant är vanlig vid infektionssjukdomar och blodförgiftning.[13]
- Febris intermittens är feber som kommer och går, antingen under dygnet eller med några dagars uppehåll.[13]
- Febris hectica eller förr tärfeber, med hög feber på kvällen och normal morgontemperatur, vilket är typiskt vid tuberkulos,[12] cancer och blodförgiftning.[13]
- Febris undulans med långsamt igångsättande av febern varpå den sjunker lika långsamt till normal nivå. Febervarianten är typisk för brucellos,[13]
- Febris irregularis är feber som inte följer något mönster, vilket kännetecknar kronisk bronkit, reumatism, med mera.[13]
- Hyperpyrexi är ett tillstånd med mycket hög feber.[14][15] Axillär temperatur >40° C[16][17]

## Hypertermi
Kroppstemperaturen kan också höjas av andra orsaker, alltså utan att "termostaten" , som finns i hypotalamus i hjärnan, skruvats upp — hyperthermia eller hypertermi. Orsaken kan vara stark solstrålning eller vistelse i varmt och fuktigt klimat där svett inte avdunstar och därmed inte kan ge avkylning. Vissa sjukdomar ger ofrivillig muskelaktivitet och därmed värmeproduktion.
Tecken på hypertermi är att febernedsättande medel inte har någon verkan, personen har ett rödmosigt utseende och uppfattas ofta även som psykiskt påverkad och oklar. 
Behandlingen består av att sänka kroppstemperaturen genom baddning med vatten och fläktning. Patienten i fråga kommer då inte att frysa och huttra, vilket en person med feber hade gjort, utan kommer att kvickna till både kroppsligt och psykiskt.

## Temperaturmätning

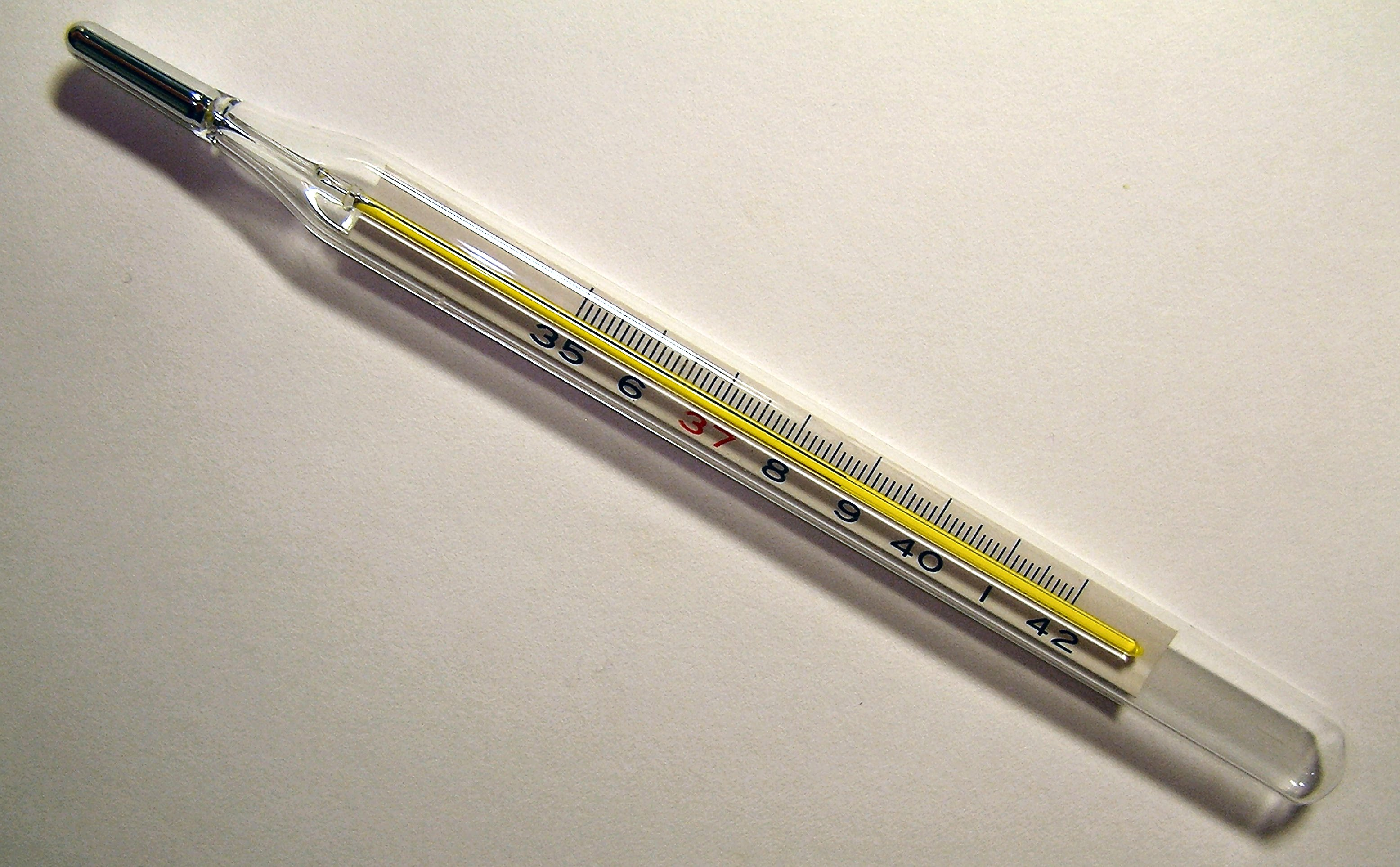
Febertermometer (kvicksilver)

För att mäta kroppstemperaturen kan en febertermometer användas. För bäst resultat bör kroppstemperaturen mätas efter minst 30 minuters vila, exempelvis på morgonen. Den kan mätas rektalt (i ändtarmen), oralt (i munhålan) eller axillärt (i armhålan). Det finns även örontermometrar, som mäter temperaturen i örat genom att mäta värmestrålning och beröringsfria som mäter temperaturen mot pannan. Den rektala mätningen är mest tillförlitlig. Vid rektal mätning smörjer man termometern med salva eller glidmedel, placerar patienten i sidoläge och för varsamt in termometern i ändtarmsöppningen. Vid öronmätning förs munstycket rakt in i örat och örat ska inte ha vilat mot något, eftersom det kan förändra temperaturen. Vårdguiden rekommenderar rektal mätning för barn under ett år och mätning i örat för barn över ett år.

## Folkmedicin
Enligt åländsk folktro blev man frisk från feber om man tre gånger släppte en glödande kolbit innanför sin skjorta. I Småland rekommenderades att man skulle lägga några saltkorn på knät samt därefter böja sig ned och ta dem med munnen och svälja dem.